# Jussi Adler-Olsen
Carl Valdemar Jussi Henry Adler-Olsen assina como Jussi Adler-Olsen (Copenhague, 2 de agosto de 1950) é um escritor dinamarquês de ficção, editor e empresário.

## Início da vida
Nascido em Copenhague, ele era o caçula de quatro filhos, e o único menino. Filho do bem-sucedido psiquiatra e sexólogo Henry Olsen. Cursou ciências políticas e se formou em cinema.
Foi editor de diversas publicações antes de começar a escrever ficção. Seus romances foram vendidos em mais de 40 idiomas.

## Obras

### Série do Departamento Q
1. Kvinden i buret, 2007. No Brasil: A Mulher Enjaulada (Record, 2014) / Em Portugal: O Guardião das Causas Perdidas (Presença, 2014)
2. Fasandræberne, 2008. Em Portugal: Desejo de Vingança (Presença, 2016)
3. Flaskepost fra P, 2009.
4. Journal 64, 2010.
5. Marco effekten, 2012.
6. Den Grænseløse, 2014.
7. Selfies, 2016.
8. Offer 2117, 2019
9. Natrium Chlorid, 2021

### Livros isolados
- Alfabethuset, 1997
- Firmaknuseren, 2002
- Washington dekretet, 2006

## Adaptações cinematográficas
Os três  primeiros livros da série do Departamento Q foram adaptados ao cinema dinamarquês.
- Kvinden i buret, 2012. Em inglês: The Keeper of Lost Causes. Em português: O Guardião das Causas Perdidas.[3]
- Fasandræberne, 2014. Em inglês: The Absent One. Em português: O Ausente.[4]
- Flaskepost fra P, 2016. Em inglês: A Conspiracy of Faith.